# Herbergssuche

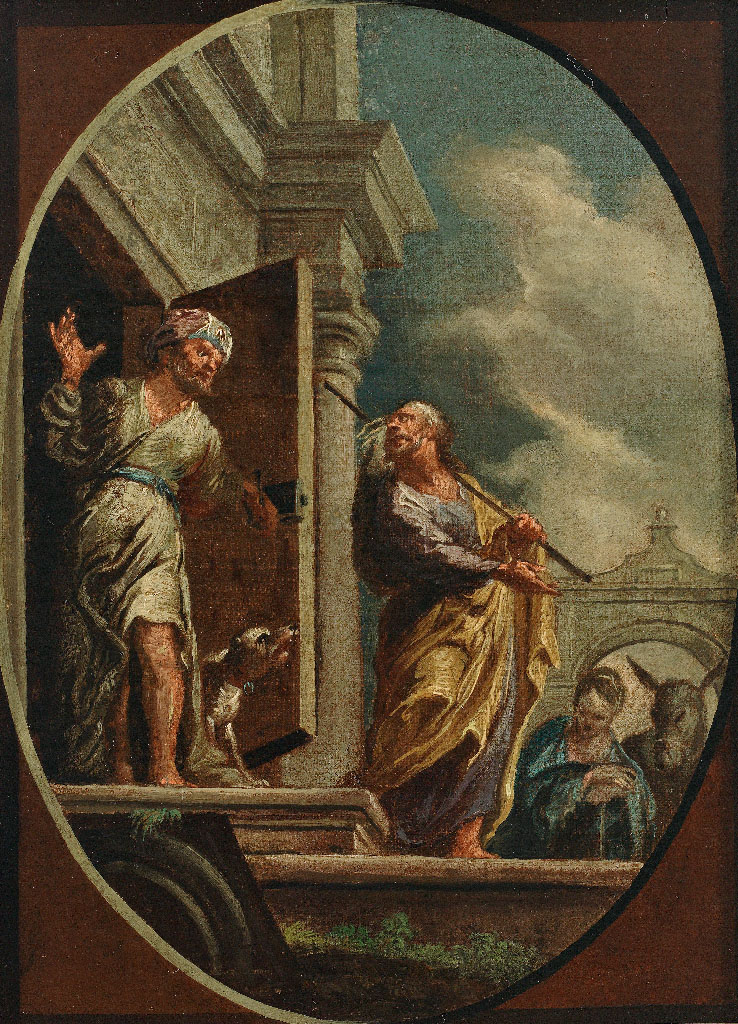
Herbergssuche, Entwurf zu einem Deckengemälde, 18. Jahrhundert

Als Herbergssuche wird in der christlichen Tradition die vergebliche Suche von Maria und Josef nach einer Unterkunft in Bethlehem vor der Geburt Jesu Christi bezeichnet. Die Szene ist eine volkstümliche Dramatisierung der knappen Angabe des Lukasevangeliums (Lk 2,7 ).
In der Adventszeit ist das Nachspielen der „Herbergssuche“ und das Singen entsprechender Adventslieder ein alter christlicher Brauch, der bis heute in Familien und Gottesdiensten gepflegt wird. Dabei übernehmen zwei Kinder die Rollen von Maria und Josef, während der Vater oder ein älteres Kind den sie abweisenden Herbergsvater spielt. Meist gibt einer der bekannten Wechselgesänge dem Spiel den Rahmen, etwa das Lied Wer klopfet an? Seinen Ursprung hat der Brauch in den mittelalterlichen Weihnachtsspielen als geistlichen oder liturgischen Spielen; er verselbständigte und entfaltete sich im 16. Jahrhundert. In Mexiko entstand daraus Las posadas.
Eine andere Form der Herbergssuche ist die Wandermuttergottes (auch: Frauentragen), die in jüngerer Zeit in Gebrauch kam. Eine Madonnenstatuette, eine geschnitzte Heilige Familie oder auch ein Heiligenbild der Gottesmutter wird von der Kirche in eine Gastfamilie gebracht und wandert jeden Abend zu einer anderen Familie weiter. Vor der Übergabe wird eine kurze gemeinsame Adventfeier gehalten oder es werden zumindest ein bis zwei Gebete gesprochen und Adventslieder gesungen.